# Гергард Зегаузен
Гергард Зегаузен (нім. Gerhard Seehausen; 29 липня 1917, Борстель — 6 травня 1944, Атлантичний океан) — німецький офіцер-підводник, капітан-лейтенант крігсмаріне. Кавалер Німецького хреста в золоті.

## Біографія
3 квітня 1937 року вступив на флот. З липня по 29 липня 1943 року — командир підводного човна U-68, з 2 вересня 1943 року — U-66. 16 січня 1944 року вийшов у свій перший і останній похід, під час якого потопив 4 кораблі загальною водотоннажністю 19 754 тонни.
| Дата            | Назва корабля | Тип               | Тоннаж | Вантаж                                                             | Екіпаж | Загинули | Країна             | Конвой |
| --------------- | ------------- | ----------------- | ------ | ------------------------------------------------------------------ | ------ | -------- | ------------------ | ------ |
| 26 лютого 1944  | Silvermaple   | Торговий теплохід | 5,313  | 5395 тонн генеральних вантажів і пошти                             | 64     | 7        | Британська імперія | STL-12 |
| 1 березня 1944  | Saint Louis   | Торговий пароплав | 5,202  | 1067 тонн генеральних вантажів                                     | 134    | 85       | Франція            |        |
| 5 березня 1944  | John Holt     | Торговий пароплав | 4,964  | 2600 тонн цементу і 100 тонн генеральних вантажів, включаючи пошту | 95     | 0        | Британська імперія |        |
| 21 березня 1944 | Matadian      | Паровий танкер    | 4,275  | 5380 тонн пальмової олії                                           | 47     | 0        | Британська імперія |        |

6 травня 1944 року U-66 був потоплений західніше островів Кабо-Верде (17°17′ пн. ш. 32°29′ зх. д.) глибинними бомбами та гарматним вогнем бомбардувальників «Евенджер» та «Вайлдкет» з ескортного авіаносця ВМС США «Блок Айленд» та тараном американського ескортного міноносця «Баклі». 36 членів екіпажу вціліли, 24 (включаючи Зегаузена) загинули.

## Звання
- Кандидат в офіцери (3 квітня 1937)
- Морський кадет (21 вересня 1937)
- Фенріх-цур-зее (1 травня 1938)
- Оберфенріх-цур-зее (1 липня 1939)
- Лейтенант-цур-зее (1 серпня 1939)
- Оберлейтенант-цур-зее (1 вересня 1941)
- Капітан-лейтенант (1 червня 1944, посмертно)

## Нагороди
- Залізний хрест 2-го і 1-го класу
- Нагрудний знак підводника
- Німецький хрест в золоті (20 травня 1944, посмертно)